# Psychotria leiantha
Psychotria leiantha är en måreväxtart som beskrevs av Julian Alfred Steyermark. Psychotria leiantha ingår i släktet Psychotria och familjen måreväxter. Inga underarter finns listade i Catalogue of Life.